# Орхус (футбольний клуб)
«О́рхус» (дан. Aarhus Gymnastikforening, зазвичай просто AGF) — футбольний клуб з однойменного данського міста. Один з найстаріших і найуспішніших клубів Данії. Заснований 26 вересня 1880 року.
Домашній стадіон — Орхус, який вміщає 20 000 глядачів.

## Досягнення
- Чемпіон Данії (5): 1954/55, 1955/56, 1956/57, 1960, 1986
- Володар Кубка Данії (9, рекорд): 1955, 1957, 1960, 1961, 1965, 1987, 1988, 1992, 1996

## Виступи в єврокубках

### Ліга чемпіонів / Кубок європейських чемпіонів
| Сезон   | Раунд | Країна            | Клуб        | Вдома | На виїзді | Разом |
| ------- | ----- | ----------------- | ----------- | ----- | --------- | ----- |
| 1955–56 | 1Р    | Франція           | Реймс       | 0–2   | 2–2       | 2–4   |
| 1956–57 | КР    | Франція           | Ніцца       | 1–1   | 1–5       | 2–6   |
| 1957–58 | КР    | Північна Ірландія | Гленавон    | 0–0   | 3–0       | 3–0   |
|         | 1/8   | Іспанія           | Севілья     | 2–0   | 0–4       | 2–4   |
| 1960–61 | КР    | Польща            | Легія       | 3–0   | 0–1       | 3–1   |
|         | 1/8   | Норвегія          | Фредрікстад | 3–0   | 1–0       | 4–0   |
|         | 1/4   | Португалія        | Бенфіка     | 1–4   | 1–3       | 2–7   |
| 1987–88 | 1Р    | Люксембург        | Женесс Еш   | 4–1   | 0–1       | 4–2   |
|         | 1/8   | Португалія        | Бенфіка     | 0–0   | 0–1       | 0–1   |

### Кубок УЄФА / Ліга Європи
| Сезон   | Раунд | Країна     | Клуб         | Вдома | На виїзді | Разом |
| ------- | ----- | ---------- | ------------ | ----- | --------- | ----- |
| 1979–80 | 1Р    | Польща     | Сталь Мелець | 1–1   | 1–0       | 2–1   |
|         | 2Р    | Німеччина  | Баварія      | 1–2   | 1–3       | 2–5   |
| 1983–84 | 1Р    | Шотландія  | Селтік       | 1–4   | 0–1       | 1–5   |
| 1984–85 | 1Р    | Польща     | Відзев Лодзь | 1–0   | 0–2       | 1–2   |
| 1985–86 | 1Р    | Бельгія    | Варегем      | 0–1   | 2–5       | 2–6   |
| 1997–98 | 2КР   | Угорщина   | Уйпешт       | 3–2   | 0–0       | 3–2   |
|         | 1Р    | Франція    | Нант         | 2–2   | 1–0       | 3–2   |
|         | 2Р    | Нідерланди | Твенте       | 1–1   | 0–0       | 1–1   |
| 2012–13 | 2КР   | Грузія     | Діла         | 1–2   | 1–3       | 2–5   |
| 2020–21 | 1КР   | Фінляндія  | Гонка        | 5−2   | Н/Д       | Н/Д   |
|         | 2КР   | Словенія   | Мура         | Н/Д   | 0−3       | Н/Д   |

### Ліга конференцій УЄФА
| Сезон   | Раунд | Країна            | Клуб   | Вдома | На виїзді | Разом |
| ------- | ----- | ----------------- | ------ | ----- | --------- | ----- |
| 2021–22 | 2КР   | Північна Ірландія | Ларн   | 1–1   | 1–2       | 2–3   |
| 2023–24 | 2КР   | Бельгія           | Брюгге |       |           |       |

### Кубок володарів кубків
| Сезон   | Раунд | Країна            | Клуб            | Вдома | На виїзді | Разом |
| ------- | ----- | ----------------- | --------------- | ----- | --------- | ----- |
| 1961–62 | 1/8   | Німеччина         | Вердер          | 2–3   | 0–2       | 2–5   |
| 1965–66 | 1Р    | Португалія        | Віторія Сетубал | 2–1   | 2–1       | 4–2   |
|         | 1/8   | Шотландія         | Селтік          | 0–1   | 0–2       | 0–3   |
| 1988–89 | 1Р    | Північна Ірландія | Гленавон        | 3–1   | 4–1       | 7–2   |
|         | 1/8   | Уельс             | Кардіфф Сіті    | 4–0   | 2–1       | 6–1   |
|         | 1/4   | Іспанія           | Барселона       | 0–1   | 0–0       | 0–1   |
| 1992–93 | 1Р    | Швеція            | АІК             | 1–1   | 3–3       | 4–4   |
|         | 1/8   | Румунія           | Стяуа           | 3–2   | 1–2       | 4–4   |
| 1996–97 | 1Р    | Словенія          | Олімпія Любляна | 1–1   | 0–0       | 1–1   |